# Epiphragma arizonense
Epiphragma arizonense är en tvåvingeart som beskrevs av Alexander 1946. Epiphragma arizonense ingår i släktet Epiphragma och familjen småharkrankar. Inga underarter finns listade i Catalogue of Life.